# Retrato de Isabel Porcel
El Retrato de Isabel Porcel es un cuadro atribuido a Francisco de Goya, pintado hacia 1805. Se trata de un retrato de Isabel Lobo Velasco de Porcel, nacida en Ronda hacia 1780 y esposa en segundas nupcias de Antonio Porcel Román (un liberal a quien retrató también en 1806, cuadro perdido en la actualidad a causa de un incendio del Jockey Club de Buenos Aires en 1953), casi cinco años mayor que ella a quien conoció en Madrid a los veinte años de edad. Porcel era amigo de Jovellanos, quien le pondría en contacto con Goya, que residía muy cerca del matrimonio.
Supuestamente Goya exhibió el retrato en la Real Academia de San Fernando en 1805 y el del marido el siguiente año.
El óleo muestra una mujer joven retratada de medio cuerpo y vestida con camisa blanca y mantilla negra, es decir, a la moda española. A pesar de su indumentaria de «maja», la riqueza de las telas y el porte de la muchacha le otorga una elegancia aristocrática. Hay que añadir que en determinadas épocas la moda entre las clases pudientes españolas era imitación de los atuendos populares.
Destaca el gesto decidido de sus brazos, uno de ellos en jarras, y la seguridad de su gesto. Tiene el cabello castaño claro y ojos verdes, la piel muy blanca y está colocada de medio perfil con el cuerpo girado hacia su izquierda, mientras que la cabeza compensa con un giro hacia la derecha el leve escorzo de la figura. De este modo, consigue dar verismo y profundidad al retrato sin necesidad de incluir objeto alguno, arquitectura, ni paisaje que la enmarque. Una de las rarezas del cuadro es que la mirada de la joven se dirige hacia la izquierda del espectador y no a este, como sucede en la mayoría de sus retratos femeninos. 
En cuanto a los aspectos técnicos, destaca el contraste entre los encajes de veladuras de la mantilla negra y los matices de seda de la camisa y el vestido rosa, que se transparentan también bajo la gasa negra, y están suavemente graduados con el tono rosáceo de su rostro. La pincelada es suelta y los detalles se consiguen con gran economía de medios.
El retrato fue realizado encima de un retrato de un hombre no identificado. Se percibe una ceja del hombre en la barbilla de doña Isabel y las rayas de su chaqueta en la manga derecha de la mujer.
Su atribución a Goya ha sido sin embargo puesto en duda en numerosas ocasiones, llevando a la propia National Gallery a celebrar una pequeña exposición y un seminario para tratar esta cuestión. Si se compara con otros retratos autógrafos de Goya, el de Isabel de Porcel presenta un estilo que podría corresponderse con un período más tardío en el siglo XIX. La sonrisa y los rasgos de la cara difieren considerablement de otros retratos de Goya, y los detalles de la vestimenta parecen también corresponder con una época posterior a Goya.